# Larinioides suspicax
Larinioides suspicax är en spindelart som först beskrevs av O. Pickard-Cambridge 1876.  Larinioides suspicax ingår i släktet Larinioides och familjen hjulspindlar. Inga underarter finns listade i Catalogue of Life.